# ディージェイ・クリエル
ディージェイ・クリエル（Deejay Kriel、1995年6月20日 - ）は、南アフリカ共和国のプロボクサー。ヨハネスブルグ出身。元IBF世界ミニマム級王者。トレーナーはヘッキー・ブドラーとモルティ・ムザラネを育てたコリン・ネイサン。

## 来歴
2014年4月10日、プロデビュー。
2019年2月16日、ロサンゼルスのマイクロソフト・シアターでIBF世界ミニマム級王者カルロス・リコナと対戦し、12回2分16秒KO勝ちを収め王座を獲得した。
2019年12月5日、ティフアナのビッグ・パンチ・アリーナでヘスス・フェルナンド・アギーレと対戦し、初回1分55秒KO勝ちを収めた。
2020年4月25日、IBF世界ライトフライ級王者フェリックス・アルバラードと対戦することが決まっていたが新型コロナウイルスの影響で試合延期になった。

## 獲得タイトル
- WBCインターナショナルミニマム級王座
- IBF世界ミニマム級王座（防衛0=返上）